# Rhytidortalis kelseyi
Rhytidortalis kelseyi är en tvåvingeart som beskrevs av Mcalpine 2000. Rhytidortalis kelseyi ingår i släktet Rhytidortalis och familjen bredmunsflugor.
Artens utbredningsområde är Western Australia. Inga underarter finns listade i Catalogue of Life.